# Dance Macabre (canção)
"Dance Macabre" é uma música da banda de rock sueca Ghost. Foi o segundo single do quarto álbum de estúdio Prequelle. Ela liderou a parada Mainstream Rock Songs da Billboard por duas semanas em fevereiro de 2019.

## Antecedentes
"Dance Macabre" é uma música do quarto álbum de estúdio do Ghost, Prequelle. A música teve sua estreia ao vivo, sendo tocada em um show surpresa em 5 de maio de 2018. A versão de estúdio foi mostrada através do story do Instagram da banda em 17 de maio, um dia antes de ser lançada oficialmente. Além disso, uma versão separada da música, uma versão disco remix, foi lançada em 24 de agosto de 2018, feita pelo músico de synthwave Carpenter Brut. O remix foi solicitado pelo vocalista do Ghost, Tobias Forge, em abril de 2018, depois que Brut abriu para o Ghost em turnê em 2016.
A música foi lançada mais tarde como o segundo single de Prequelle, depois de "Rats". Um videoclipe foi lançado em 17 de outubro de 2018. Foi descrito pela Consequence of Sound como "uma homenagem ao The Rocky Horror Picture Show." Em fevereiro de 2019, a música liderou a parada Mainstream Rock Songs da Billboard por duas semanas. Foi a terceira música consecutiva da banda a liderar a parada, depois de "Rats" e "Square Hammer".

## Composição e temas
Musicalmente, a música foi notada como tendo mais uma vibração de "música dançante" do que a maioria de seu trabalho. Forge observou que quando ele originalmente escreveu a música, ele não a imaginou como uma música do Ghost, mas uma vez que ele começou a escrever as letras, ele sentiu que poderia fazê-la funcionar como parte do álbum. Forge também compartilhou a faixa com alguns "amigos compositores" dele, que o encorajaram a usá-la como uma música do Ghost. Forge foi inspirado pela diversidade musical que o Queen teria com seus álbuns, sentindo que o Ghost também poderia ter alguma diversidade. Liricamente, a música é sobre a Peste Negra – um tema em todo o álbum Prequelle – especificamente sobre como as pessoas literalmente dançavam e festejavam até morrer para lidar com a doença.
A Europa estava nessa turbulência no final da década de 1340. A praga é extremamente rápida. Começa como a pior gripe que você já teve e depois vai piorando e você está morto depois de três dias. Então as pessoas estavam deitadas nas ruas – cadáveres e todos os arredores estavam desmoronando. Todos os bordéis e pubs estavam prosperando porque as pessoas começaram a festejar literalmente como se não houvesse amanhã porque elas iam morrer. Eles estavam indo fundo. "Dance Macabre" está capturando esse alegre tipo de vida noturna em uma música disco.

## Recepção
Metal Injection identificou a música como a faixa de destaque em Prequelle.

## Lista de músicas

### Lançamento de maio de 2018
| Download digital |                 |         |  |
| N.º              | Título          | Duração |  |
| 1.               | "Dance Macabre" | 3:39    |  |

### Lançamento de agosto de 2018
| Download digital, CD single promocional |                                        |         |  |
| N.º                                     | Título                                 | Duração |  |
| 1.                                      | "Dance Macabre (Carpenter Brut Remix)" | 3:37    |  |
| 2.                                      | "Dance Macabre"                        | 3:39    |  |

### Nobox setPrequelle Exalted
| Single de 7" |                                     |         |  |
| N.º          | Título                              | Duração |  |
| 1.           | "Dance Macabre"                     | 3:39    |  |
| 2.           | "Dance Macabre (Nocturnal Version)" | 3:30    |  |

## Pessoal
Créditos adaptados do encarte.
- Tobias Forge – vocais (creditado como "Cardinal Copia")
- Um grupo de Nameless Ghouls – guitarra solo, guitarra rítmica, baixo, teclados, bateria

## Paradas
| Parada (2018–19)                                        | Posição alcançada |
| ------------------------------------------------------- | ----------------- |
| Suécia (Sverigetopplistan)                              | 68                |
| Estados Unidos (Billboard Hot Rock & Alternative Songs) | 17                |
| Estados Unidos (Billboard Rock Airplay)                 | 14                |

| Parada (2019)                 | Posição |
| ----------------------------- | ------- |
| US Hot Rock Songs (Billboard) | 64      |
| US Rock Airplay (Billboard)   | 44      |

| Região                                              | Certificação | Vendas/unidades certificadas |
| --------------------------------------------------- | ------------ | ---------------------------- |
| Canadá (Music Canada)                               | Ouro         | 40,000*                      |
| Noruega (IFPI Norge)                                | Ouro         | 30,000*                      |
| Estados Unidos (RIAA)                               | Ouro         | 500,000*                     |
| *Número de vendas+streaming baseado no certificado. |              |                              |